# Casa de Liechtenstein
La Casa de Liechtenstein o dinastía Liechtenstein, de donde el principado toma su nombre, es la familia que reina por derecho constitucional y hereditario en la nación de Liechtenstein. Solamente los miembros dinásticos de la Casa de Liechtenstein son elegidos para heredar el trono, y los miembros de la dinastía, derechos y responsabilidades son definidos por una ley de la familia, que es impuesta por el príncipe reinante y puede ser modificada mediante votación entre los miembros dinásticos de la familia, pero que no puede ser alterada por el Gobierno de Liechtenstein o el Parlamento de Liechtenstein.

## Historia

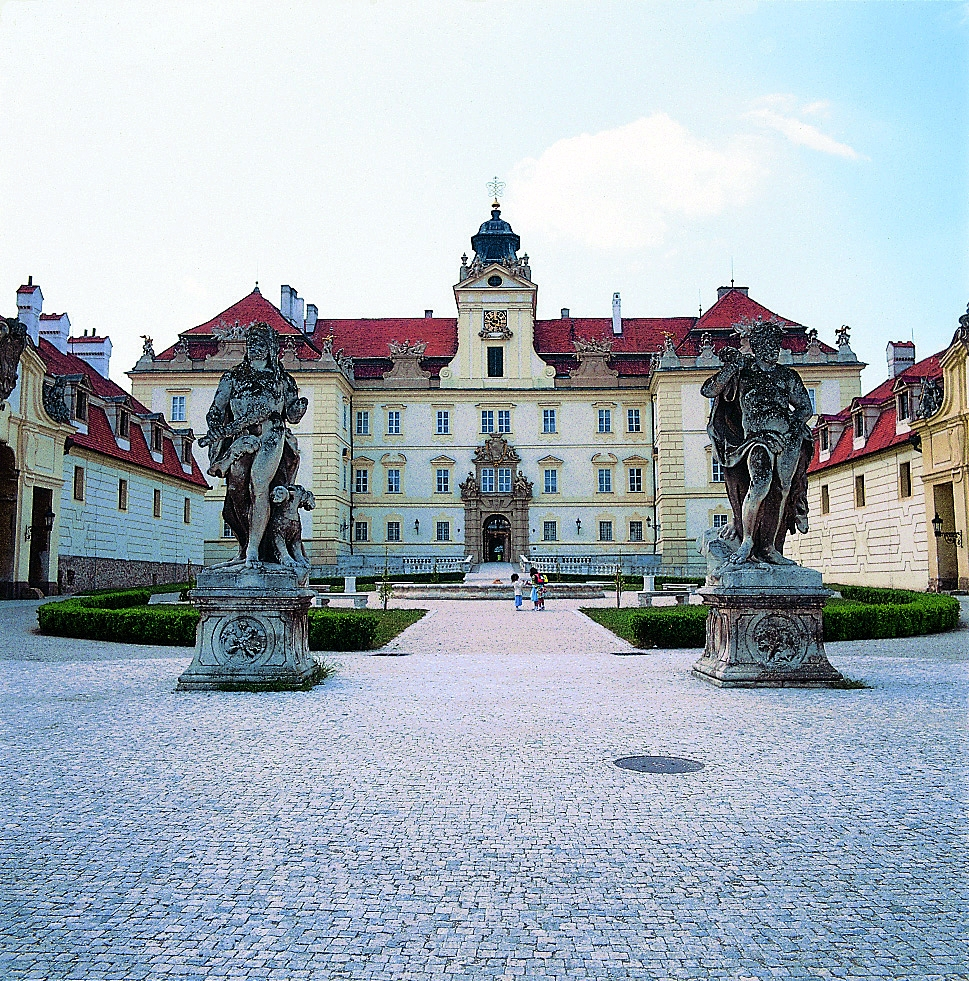
El Castillo de Valtice era la sede principal de la familia Liechtenstein en la República Checa (entonces Checoslovaquia) hasta después de la II Guerra Mundial, cuando fue confiscado por el gobierno.

El origen de la familia proviene del Castillo de Liechtenstein en la Baja Austria, que la familia poseía por lo menos desde 1140 hasta el siglo XIII, y desde 1807 en adelante. A través de los siglos, la dinastía adquirió vastas extensiones de tierra, predominantemente en Moravia, Baja Austria, Silesia y Estiria, aunque en todos los casos, esos territorios eran mantenidos bajo feudo de otros señores feudales mayores, particularmente bajo varias líneas de la familia de los Habsburgo, a quienes varios príncipes de Liechtenstein sirvieron como consejeros cercanos. Así, sin ningún territorio controlado directamente bajo el trono imperial, la dinastía Liechtenstein no pudo cumplir un requerimiento principal para alcanzar a un asiento en la Dieta Imperial (Reichstag).
La familia suspiraba gravemente por el poder añadido que significaría un asiento en el gobierno imperial, y por lo tanto buscó adquirir tierras que fueran inmediación imperial, o sea, poseídas sin ningún otro personaje feudal que no fuera el emperador del Sacro Imperio con derechos sobre estas tierras. Finalmente, el jefe de la familia pudo comprar de la familia condal de Hohenems el minúsculo señorío de Schellenberg y el condado de Vaduz, en 1699 y 1712 respectivamente. Schellenberg y Vaduz poseían exactamente el estatus requerido, sin ningún señor feudal por encima fuera de la soberanía condal y suzeranía del emperador.
El 23 de enero de 1719, después de que la compra fuera debidamente presentada, Carlos VI como emperador del Sacro Imperio Romano Germánico decretó que Vaduz y Schellenberg fueran unificadas y elevadas a la dignidad de Principado con el nombre de "Liechtenstein", en honor a [su] verdadero siervo, "Antonio Florián de Liechtenstein". Es en esta fecha cuando Liechtenstein se convirtió en un estado miembro del Sacro Imperio Romano Germánico. Irónicamente, y como testimonio de la pura conveniencia política de las adquisiciones, los Príncipes de Liechtenstein no pusieron un pie en su nuevo principado hasta después de varias décadas.
De acuerdo con la Constitución de la Casa Principesca de Liechtenstein de 26 de octubre de 1993, todos los miembros, a excepción del príncipe reinante, llevarán el título de Príncipes o Princesas de Liechtenstein y Condes o Condesas de Rietberg.

## Familia principesca actual (miembros más cercanos)

### El príncipe soberano
| MIEMBRO               | ESCUDO | PERFIL | EDAD |
| --------------------- | ------ | --- | ---- |
| Príncipe Juan Adán II |        | Príncipe soberano de Liechtenstein. Nace en Zúrich, Suiza el 14 de febrero de 1945 es príncipe soberano y jefe de Estado de Liechtenstein desde la muerte de su padre, el príncipe soberano Francisco José II el 13 de noviembre de 1989. | 80   |

### Los hijos del príncipe soberano
| MIEMBRO              | PERFIL | EDAD |
| -------------------- | --- | ---- |
| Príncipe Luis        | Príncipe heredero y regente de Liechtenstein y conde de Rietberg. Nace en Zúrich, Suiza el 11 de junio de 1968 y es el príncipe heredero de Liechtenstein y príncipe regente desde el 15 de agosto de 2004. | 56   |
| Príncipe Maximiliano | Príncipe de Liechtenstein y conde de Rietberg. Nace en San Galo, Suiza el 16 de mayo de 1969 y es el sexto en la línea de sucesión al trono de Liechtenstein.                                               | 55   |
| Princesa Tatiana     | Princesa de Liechtenstein, condesa de Rietberg y baronesa consorte de Lattorff. Nace en San Galo, Suiza el 10 de abril de 1973 y es la undécima en la línea de sucesión al trono de Liechtenstein.          | 51   |

### Las nueras y el yerno del príncipe soberano
| MIEMBRO                 | PERFIL | EDAD |
| ----------------------- | --- | ---- |
| Princesa Sofía          | Princesa heredera consorte de Liechtenstein, condesa de Rietberg, duquesa y princesa de Baviera. De familia noble nace en Múnich, Alemania el 28 de octubre de 1967 y accede a la casa real de Liechtenstein tras su boda con el príncipe Luis el 3 de julio de 1993. | 57   |
| Princesa Ángela         | Princesa de Liechtenstein y condesa de Rietberg. De familia plebeya nace en Bocas del Toro, Panamá el 3 de febrero de 1958 y accede a la casa real de Liechtenstein tras su boda con el príncipe Maximiliano el 29 de enero de 2000.                                  | 67   |
| Princesa María Gabriela | Princesa de Liechtenstein, condesa de Rietberg y de Kálnoky von Kőröspatak. De familia noble nace en Graz, Austria el 16 de julio de 1975 y accede a la casa real de Liechtenstein tras su boda con el príncipe Constantino el 18 de julio de 1999.                   | 49   |
| Barón Nicolás           | Barón de de Lattorff. De familia noble nace en Graz, Austria el 25 de marzo de 1968 accede a la casa real de Liechtenstein tras su boda con la princesa Tatiana el 5 de junio de 1999.                                                                                | 56   |

### Los nietos del príncipe soberano
| MIEMBRO                    | PERFIL | EDAD |
| -------------------------- | --- | ---- |
| Príncipe José              | Príncipe de Liechtenstein y conde de Rietberg. Nace en Londres, Inglaterra el 24 de mayo de 1995 y ocupa el segundo lugar en la línea de sucesión al trono de Liechtenstein al ser el primogénito de los príncipes herederos. | 29   |
| Princesa María Carolina    | Princesa de Liechtenstein y condesa de Rietberg. Nace en Grabs, Suiza el 17 de octubre de 1996 siendo la segunda hija del príncipe heredero Luis y la princesa Sofía.                                                         | 28   |
| Príncipe Jorge Antonio     | Príncipe de Liechtenstein y conde de Rietberg. Nace en Grabs, Suiza el 20 de abril de 1999 siendo el tercer hijo del príncipe heredero Luis y la princesa Sofía.                                                              | 25   |
| Príncipe Nicolás Sebastián | Príncipe de Liechtenstein y conde de Rietberg. Nace en San Galo, Suiza el 6 de diciembre de 2000 siendo el cuarto hijo del príncipe heredero Luis y la princesa Sofía.                                                        | 24   |
| Príncipe Alfonso           | Príncipe de Liechtenstein y conde de Rietberg. Nace en Londres, Inglaterra el 18 de mayo de 2001 siendo el único hijo del príncipe Maximiliano y la princesa Ángela.                                                          | 23   |
| Príncipe Mauricio          | Príncipe de Liechtenstein y conde de Rietberg. Nace en Nueva York, Estados Unidos el 27 de mayo de 2003 siendo el primer hijo del príncipe Constantino y la princesa María Gabriela.                                          | 21   |
| Princesa Georgina          | Princesa de Liechtenstein y condesa de Rietberg. Nace en Viena, Austria el 23 de julio de 2005 siendo la segunda hija del príncipe Constantino y la princesa María Gabriela.                                                  | 19   |
| Príncipe Benedicto         | Príncipe de Liechtenstein y conde de Rietberg. Nace en Viena, Austria el 18 de mayo de 2008 siendo el tercer hijo del príncipe Constantino y la princesa María Gabriela.                                                      | 16   |
| Barón Lucas                | Barón de Lattorff. Nace en Wiesbaden, Alemania el 13 de mayo de 2000 siendo el primer hijo de la princesa Tatiana y el barón Nicolás.                                                                                         | 24   |
| Baronesa Isabel            | Baronesa de Lattorff. Nace en Grabs, Suiza el 25 de enero de 2002 siendo la segunda hija de la princesa Tatiana y el barón Nicolás.                                                                                           | 23   |
| Baronesa María Teresa      | Baronesa de Lattorff. Nace en Grabs, Suiza el 18 de enero de 2004 siendo la tercera hija de la princesa Tatiana y el barón Nicolás.                                                                                           | 21   |
| Baronesa Camila Catalina   | Baronesa de Lattorff. Nace en Monza, Italia el 14 de noviembre de 2005 siendo la cuarta hija de la princesa Tatiana y el barón Nicolás.                                                                                       | 19   |
| Baronesa Ana Pía           | Baronesa de Lattorff. Nace en Goldgeben, Austria el 3 de agosto de 2007 siendo la quinta hija de la princesa Tatiana y el barón Nicolás.                                                                                      | 17   |
| Baronesa Sofía Catalina    | Baronesa de Lattorff. Nace en Goldgeben, Austria el 30 de octubre de 2009 siendo la sexta hija de la princesa Tatiana y el barón Nicolás.                                                                                     | 15   |
| Barón Maximiliano          | Barón de Lattorff. Nace en Goldgeben, Austria el 17 de diciembre de 2011 siendo el séptimo hijo de la princesa Tatiana y el barón Nicolás.                                                                                    | 13   |

### Los hermanos y cuñados del príncipe soberano
| MIEMBRO                | PERFIL | EDAD |
| ---------------------- | --- | ---- |
| Príncipe Felipe Erasmo | Príncipe de Liechtenstein y conde de Rietberg. Nace en Zúrich, Suiza el 19 de agosto de 1946 siendo el segundo hijo del príncipe soberano Francisco José II y la princesa Georgina. | 78   |
| Princesa Isabelle      | Princesa de Liechtenstein y condesa de Rietberg. De origen noble nace en Ronse, Bélgica el 24 de noviembre de 1949 y accede a la casa real de Liechtenstein tras su boda con el príncipe Felipe Erasmo el 11 de septiembre de 1971. | 75   |
| Príncipe Nicolás       | Príncipe de Liechtenstein y conde de Rietberg. Nace en Zúrich, Suiza el 24 de octubre de 1947 siendo el tercer hijo del príncipe soberano Francisco José II y la princesa Georgina. Es cuñado del actual gran duque Enrique de Luxemburgo. | 77   |
| Princesa Margarita     | Princesa de Liechtenstein, condesa de Rietberg, princesa de Luxemburgo, Parma y Nassau. Nace en Betzdorf, Luxemburgo el 15 de mayo de 1957 siendo hija del gran duque Juan de Luxemburgo y la gran duquesa Josefina Carlota. Accede a la casa real de Liechtenstein tras su boda con el príncipe Nicolás el 20 de marzo de 1982. Es hermana del actual gran duque Enrique de Luxemburgo. | 67   |
| Princesa Nora          | Princesa de Liechtenstein, condesa de Rietberg y marquesa viuda de Mariño. Nace en Zúrich, Suiza el 31 de octubre de 1950 siendo la cuarta hija del príncipe soberano Francisco José II y la princesa Georgina. | 74   |

### Sobrinos del príncipe soberano
| MIEMBRO                                   | PERFIL | EDAD |
| ----------------------------------------- | --- | ---- |
| Príncipe Alejandro                        | Príncipe de Liechtenstein. Nace en Basilea, Suiza el 19 de mayo de 1972 siendo el primer hijo del príncipe Felipe Erasmo y la princesa Isabelle.                                                                 | 52   |
| Astrid Bárbara Kohl                       | Nace en Ratisbona, Alemania el 13 de septiembre de 1968 y accede a la casa real de Liechtenstein tras su boda con el príncipe Alejandro el 8 de febrero de 2008.                                                 | 56   |
| Princesa Teodora                          | Princesa de Liechtenstein. Nace el 20 de noviembre de 2004 siendo hija del príncipe Alejandro y Astrid Barbara Kohl.                                                                                             | 20   |
| Príncipe Venceslao                        | Príncipe de Liechtenstein. Nace en Uccle, Bélgica el 12 de mayo de 1974 siendo el segundo hijo del príncipe Felipe Erasmo y la princesa Isabelle.                                                                | 50   |
| Príncipe Rodolfo                          | Príncipe de Liechtenstein. Nace en Uccle, Bélgica el 7 de septiembre de 1975 siendo el tercer hijo del príncipe Felipe Erasmo y la princesa Isabelle.                                                            | 49   |
| Princesa María Anuncida                   | Princesa de Liechtenstein. Nace en Bruselas, Bélgica el 12 de mayo de 1985 siendo la segunda hija del príncipe Nicolás y la princesa Margarita. También es sobrina del actual gran duque Enrique de Luxemburgo.  | 39   |
| Carlos Manuel Musini                      | Nace en Londres, Reino Unido en 1979 y accede a la casa real de Liechtenstein tras su boda con la princesa María Anunciada el 26 de junio de 2021.                                                               | 46   |
| Princesa María Astrid                     | Princesa de Liechtenstein. Nace en Bruselas, Bélgica el 26 de junio de 1987 siendo la tercera hija del príncipe Nicolás y la princesa Margarita. También es sobrina del actual gran duque Enrique de Luxemburgo. | 37   |
| Rafael Worthington                        | Nace en Estados Unidos el 5 de abril de 1985 y accede a la casa real de Liechtenstein tras su boda con la princesa María Astrid el 25 de septiembre de 2021.                                                     | 39   |
| Althaea Georgina Worthington              | Nace el 1 de julio de 2022 siendo hija de la princesa María Astrid y Rafael Worthington. | 2    |
| Príncipe José Manuel                      | Príncipe de Liechtenstein. Nace en Bruselas, Bélgica el 7 de mayo de 1989 siendo el cuarto hijo del príncipe Nicolás y la princesa Margarita. También es sobrino del actual gran duque Enrique de Luxemburgo.    | 35   |
| María Claudia Echavarría Suárez           | Nace en Colombia en el 1988 y accede a la casa real de Liechtenstein tras su boda con el príncipe José Manuel el 25 de marzo de 2022.                                                                            | 37   |
| Príncipe Leopoldo                         | Príncipe de Liechtenstein. Nace en marzo de 2023 siendo hijo del príncipe José Manuel y María Claudia Echavarría Suárez.                                                                                         | 1    |
| María Teresa Sartorius y de Liechtenstein | Nace en Madrid, España el 21 de noviembre de 1992 siendo la única hija de la princesa Nora y el marqués Vicente Sartorius y Cabeza de Vaca.                                                                      | 32   |

## Miembros de la familia fallecidos
| MIEMBRO                    | PERFIL | FALLECIMIENDO           | EDAD |
| -------------------------- | --- | ----------------------- | ---- |
| Príncipe Constantino       | Príncipe de Liechtenstein y conde de Rietberg. Nace en San Galo, Suiza el 15 de marzo de 1972 siendo el tercer hijo del príncipe soberano Juan Adán II y la princesa María. | 5 de diciembre de 2023  | 51   |
| Princesa María             | Princesa consorte de Liechtenstein, condesa de Rietberg y de Kinsky de Wchinitz y Tettau, duquesa de Troppau y Jägerndorf. De familia noble nace en Praga, República Checa el 14 de abril de 1940 y accede a la casa real de Liechtenstein tras su boda con el príncipe Juan Adán el 30 de julio de 1967. | 21 de agosto de 2021    | 81   |
| Marqués Vicente Sartorius  | Marqués de Mariño. Nace en Madrid, España el 20 de noviembre de 1931 y accede a la casa real de Liechtenstein tras su boda con la princesa Nora en 1988. | 22 de julio de 2002     | 70   |
| Príncipe Francisco José    | Príncipe de Liechtenstein y conde de Rietberg. Nace en Zúrich, Suiza el 19 de noviembre de 1962 siendo el cuarto hijo del príncipe soberano Francisco José II y la princesa Georgina. | 28 de febrero de 1991   | 28   |
| Princesa Georgina          | Princesa consorte de Liechtenstein, condesa de Rietberg y de Wilczek, duquesa de Troppau y Jägerndorf. De familia noble nace en Graz, Austria el 24 de octubre de 1921 y accede a la casa real de Liechtenstein tras su boda con el príncipe Francisco José el 7 de marzo de 1943.                        | 18 de octubre de 1989   | 67   |
| Príncipe Francisco José II | Príncipe soberano de Liechtenstein, conde de Rietberg, duque de Troppau y Jägerndorf. Nace en Deutschlandsberg, Imperio Austrohúngaro el 16 de agosto de 1906 y se convierte en el príncipe soberano tras la muerte de su tío-abuelo Francisco I.                                                         | 13 de noviembre de 1989 | 83   |
| Príncipe Leopoldo Manuel   | Príncipe de Liechtenstein. Nace en Bruselas, Bélgica el 20 de mayo de 1984 siendo el primer hijo del príncipe Nicolás y la princesa Margarita. | 20 de mayo de 1984      | 0    |